# Portico e San Benedetto
Portico e San Benedetto – miejscowość i gmina we Włoszech, w regionie Emilia-Romania, w prowincji Forlì-Cesena.
Według danych na rok 2004 gminę zamieszkiwały 863 osoby, 14,4 os./km².